# Macrojoppa trifasciata
Macrojoppa trifasciata là một loài tò vò trong họ Ichneumonidae.